# А-Вер-у-Мар
А-Вер-у-Мар (порт. A Ver-o-Mar) — район (фрегезия) в Португалии, входит в округ Порту. Является составной частью муниципалитета Повуа-де-Варзин. Находится в составе крупной городской агломерации Большой Порту. По старому административному делению входил в провинцию Дору-Литорал. Входит в экономико-статистический субрегион Большой Порту, принадлежащий Северному региону. Население составляет 8961 человек на 2001 год. Занимает площадь 5,21 км².
Покровителем района считается Дева Мария (порт. Maria).
Район основан в 1922 году